# Pycnanthemum pycnanthemoides
Pycnanthemum pycnanthemoides là một loài thực vật có hoa trong họ Hoa môi. Loài này được (Leavenw.) Fernald miêu tả khoa học đầu tiên năm 1908.